# LOVE SPEARS
LOVE SPEARS（ラブスピアーズ）とは、まけんグミがプロデュースする日本の女性アイドルグループ。愛称は「らぶすぴ」。

## 概要
2020年4月に「まけんグミ」プロデュースとして開催されたアイドルオーディションを経て、8月にRUN WiTH YOUとともにデビューした。
「王道の見てるだけで幸せになるような癒し系アイドルグループ」を目指し結成された。グループ名は、love=愛、spear=芽、から「小さな愛の芽生え」を意味する。

## 略歴

### 2020年
- 8月8日、「まけんグミフェス2020」（新木場STUDIO COASTメインステージ）にてデビュー[4]
- 10月24日、「LOVE SPEARS・RUN WiTH YOU 定期公演vol.1」をベノア銀座にて開催

### 2021年
- 2月23日、準備期間として一時活動休止
- 3月7日、「まけんグミ☆CONTENT EXPO」（新木場STUDIO COAST メインステージ）にて再始動
- 3月21日、「第4回 アイドルベストシンガーコンテスト」にて瀬谷吏主夢が優勝[5]
- 8月18日、サブスク解禁される。
- 9月23日、渋谷ストリームホールにてLOVESPEARS初となるワンマン「LOVESPEARS☆1stワンマンライブ~chain of love 」を成功させる。

### 2023年
- 4月23日、TOKYO GRAVURE IDOL FESTIVALとの連動企画「春のTGIF 週プレ賞 2023」に、グループを代表して白石ねおんが参加[6]。
- 6月4日、ラストライブをもって活動休止。

## メンバー

### 現メンバー
| 名前        | よみ            | ニックネーム | 担当カラー | 誕生日  | 出身地   | 備考 |
| ----------- | --------------- | ------------ | ---------- | ------- | -------- | ---- |
| 秋風 羽愛   | あきかぜ はな   | はなちゃん   | ピンク     | 9月13日 | 神奈川県 |      |
| 秋元 美咲   | あきもと みさき | あっち       | 紫         | 3月1日  | 東京都   |      |
| 白石 ねおん | しらいし ねおん | ねおんちゃん | 水色       | 4月27日 | -        |      |
| 結木 ことの | ゆうき ことの   | ことのん     | オレンジ   | 6月17日 | 宮城県   |      |
| 浅見 怜美   | あさみ れみ     | れみたん     | 緑         | 3月29日 | -        |      |

### 旧メンバー
| 名前        | よみ          | ニックネーム | 担当カラー | 誕生日   | 出身地   | 備考 |
| ----------- | ------------- | ------------ | ---------- | -------- | -------- | --- |
| 水月 晴叶   | みつき はると | るーと       | 赤         | 4月14日  | 岡山県   | 2021年2月6日活動終了、KABUKIMONO'DOGsに移籍                                                                |
| 丹村 瑠藍   | にむら るい   | るいぽん     | 白         | 2月23日  | 茨城県   | 2021年2月8日活動辞退                                                                                       |
| 葉月 瑚都   | はづき こと   | こつ         | オレンジ   | 10月26日 | 愛知県   | 旧名:二葉 瑚都 (ふたば こと)、卒業後:瑚都に改名。2022年1月23日卒業、2022年3月12日にGDL Entertainmentへ所属 |
| 桜庭 茉子   | さくらば まこ | まこまこ     | 黄         | 8月10日  | 茨城県   | 2021年1月22日卒業                                                                                          |
| 凪海 ももこ | なみ ももこ   | ももちゃん   | 水色       | 9月15日  | 東京都   | 元 Tokyo Rockets (浅利桃子) 、2022年1月23日卒業                                                            |
| 新穂 貴城   | にいぼ きしろ | きいちゃん   | 紫         | 4月15日  | 鹿児島県 | 元 Stella☆Beats 、2022年1月23日卒業、2022年2月12日 愛乙女☆DOLL 加入                                        |
| 瀬谷 吏主夢 | せや りずむ   | りずむ       | 緑         | 12月12日 | 東京都   | 2022年1月23日卒業                                                                                          |

## 楽曲
- Starting grid (RUN WiTH YOUと共通)
- Star Wind (作詞・作曲: 悠)
- GU☆CHOKI☆PA
- Salt&Sugar
- Starry Night (作詞: 丹村瑠藍・中山紀代彦、作曲: 中山紀代彦)
- 恋するSummer (作詞・作曲: AzBit)

参加楽曲
- にほんばれキューピット (楽曲制作プロジェクト「日本晴れサーキット supported by まけんグミ[7]」参加曲、凪海・瀬谷が振付)

## 出演

### テレビ
- 千葉テレビ、「トピックメーカー」内ドラマ「FUNCTION」 (2020年8月17日～10月26日) - 新穂貴城、葉月瑚都
- 千葉テレビ、「トピックメーカー」内ドラマ「5年後のタイムカプセル」 (2020年11月16日～12月28日) - 水月晴叶、瀬谷吏主夢
- テレビ埼玉、「トピックマガジン」内ドラマ「大宮サンライズ」 (2021年1月18日～3月8日) - 凪海ももこ
- 千葉テレビ放送、千葉テレビ、東京MX、エムキャス、「真夜中のおバカ騒ぎ！」 (2021年8月5日〜8月22日)- 二葉瑚都

### 配信
- WALLOP放送局、「まけんグミTHE☆TV WALLOP ◯◯の『Starting grid！』」 (2020年8月29日)
- WALLOP放送局、「まけんグミTHE☆TV WALLOP『LOVE SPEARSのStarting grid！』」 (2020年9月21日～)
- WALLOP放送局、「まけんグミTHE☆TV WALLOP『なるセヤ！』」 (2020年11月26日～) - 瀬谷吏主夢
- YouTube Live、アイチャレ!!! vol.53 (2021年2月16日)

### インターネットラジオ
- 渋谷クロスFM、らぶすぴ&ランウィズの「ら!」 (2020年10月25日～)

### 舞台
- 劇団まけん組 朗読劇「キミと未来」 (2020年11月7日～11月8日、ベノア銀座) - 新穂貴城、水月晴叶
- 劇団まけん組 朗読劇「ガラクタバザール」 (2021年3月26日～3月28日、ベノア銀座) - 凪海ももこ、瀬谷吏主夢
- 劇団まけん組 朗読劇「セロリでパクチーなグリーンピース」―嫌われ者への鎮魂歌(レクイエム)― (2021年7月10日～7月11日、ベノア銀座) - 瀬谷吏主夢、二葉瑚都